# Fábio Abreu
Fábio Gonçalves Abreu (sinh ngày 29 tháng 1 năm 1993) là một cầu thủ bóng đá người Bồ Đào Nha thi đấu cho Al Batin ở vị trí tiền đạo.

## Sự nghiệp bóng đá
Ngày 17 tháng 8 năm 2013, Abreu có màn ra mắt cho Marítimo B trong trận đấu tại Giải bóng đá hạng nhất quốc gia Bồ Đào Nha 2013–14 trước Tondela, anh vào sân thay cho Edi (phút thứ 67).

### Bàn thắng quốc tế
Tính đến 10 tháng 9 năm 2019
| #  | Ngày                | Địa điểm                                 | Đối thủ | Bàn thắng | Kết quả | Giải đấu                 |
| -- | ------------------- | ---------------------------------------- | ------- | --------- | ------- | ------------------------ |
| 1. | 10 tháng 9 năm 2019 | Sân vận động 11 tháng 11, Luanda, Angola | Gambia  | 2–1       | 2–1     | Vòng loại World Cup 2022 |